# My Way (låt, 2022)
"My Way" är en låt framförd av Tone Sekelius i Melodifestivalen 2022. Låten som deltog i den andra deltävlingen, gick vidare till semifinal (som tidigare hette andra chansen), och sedan till stora finalen.
Låten är skriven av artisten själv och Anderz Wrethov.